# Gonomyia (Paralipophleps) heteromera
Gonomyia (Paralipophleps) heteromera is een tweevleugelige uit de familie steltmuggen (Limoniidae). De soort komt voor in het Neotropisch gebied.